# Razarači klase Kongo
Klasa Kongō je klasa japanskih razarača naoružanih vođenim projektilima. Klasa je nasljednik razarača klase Hatakaze. Klasu Kongo čine 4 razarača izgrađenih u razdoblju od 1990. do 1998. godine. Ovi brodovi su povećana i poboljšana verzija američke klase Arleigh Burke. Opremljeni su lakšom verzijom obrambenog sustava Aegis. Iako su projektirani kao razarači zapravo su veličine krstarica. Sva 4 broda su u operativnoj uporabi japanske mornarice. Klasu Kongo naslijedili su razarači klase Atago.
| Tvronički broj | Oznaka  | Naziv     | Kobilica položena | Porinut            | Stavljen u uporabu | Matična luka |
| -------------- | ------- | --------- | ----------------- | ------------------ | ------------------ | ------------ |
| 2313           | DDG-173 | Kongō     | 8. svibnja 1990.  | 26. rujna 1991.    | 25. ožujka 1993.   | Sasebo       |
| 2314           | DDG-174 | Kirishima | 7. travnja 1992.  | 19. kolovoza 1993. | 16. ožujka 1995.   | Yokosuka     |
| 2315           | DDG-175 | Myōkō     | 8. travnja 1993.  | 5. listopada 1994. | 14. ožujka 1996.   | Maizuru      |
| 2316           | DDG-176 | Chōkai    | 29. svibnja 1995. | 27. kolovoza 1996. | 20. ožujka 1998.   | Sasebo       |

## Vanjske poveznice
- Globalsecurity.org - klasa Kongo